# Deguejo
Pour plus de détails, voir Fiche technique et Distribution.
Deguejo est un western spaghetti réalisé en 1966 par Giuseppe Vari, sous le pseudonyme de Joseph Warren.

## Synopsis
Norman revient à Danger City pour venger la mort de son père, dont sont responsables les hommes de la bande de Ramon.
Mais en arrivant dans la ville, il ne trouve que des femmes, car Ramon a tué la plupart des hommes et enlevé les autres, espérant les faire parler du trésor dont on dit qu'il a été caché par un officier sudiste dans la région.
Avec l'aide de Rozy, la fille de Ramon écœurée par la violence de ce dernier, Norman parvient à libérer l'officier sudiste. Mais celui-ci semble avoir perdu la tête. A force de soins, on parvient à le faire parler et à le décider à livrer l'argent à Ramon qui assiège la ville et menace de tuer tout le monde. En fait, l'argent n'est plus dans la cachette, qui ne contient que quelques fusils et de la dynamite : cela sert à équiper les femmes pour résister au dernier assaut de Ramon, qui a donné l'ordre de « deguejo », c'est-à-dire d'égorger tout le monde. 
La dernière bataille aboutit à une confrontation entre Norman et Ramon, mais Norman n'a plus de mains depuis qu'il a retenu l'officier sudiste avec une corde lors de leur fuite. Le renversement final se fait grâce à un enfant dont la mère avait été tuée sous ses yeux, et qui apporte à Norman une winchester pour éliminer Ramon.

## Fiche technique
- Titre original : Degueyo
- Titre en France : Deguejo[1]
- Réalisateur : Giuseppe Vari (sous le pseudonyme de Joseph Warren)
- Photographie : Silvano Ippoliti (sous le pseudonyme de Stephen Sunter)
- Montage : Giuseppe Vari
- Musique : Alexandre Derevitsky
- Scénario : Sergio Garrone (sous le pseudo de Willy Regan), Giuseppe Vari, Roberto Amoroso
- Décor : Jack Burkle
- Costumes : George Herrington
- Maquillage : Vincent Bogard
- Production : Sergio Garrone, Leo Manceaux pour Garfilm[1]
- Pays de production :  Italie
- Langue originale : italien
- Date de sortie : 
  - Italie : 4 février 1966 à Rome[2]
  - France : inédit à Paris, distribué en province avant fin 1970[1]

## Distribution
- Giacomo Rossi Stuart : Norman Sandel (sous le pseudo de Jack Stuart)
- Dan Vadis : Ramon
- Dana Ghia : Jenny Slader (sous le pseudo de Ghia Arlen)
- Riccardo Garrone : Foran (sous le pseudo de Dick Regan)
- Daniele Vargas : Frank Donnell (sous le pseudo de Dan Vargas)
- Rosy Zichel : Rosy
- José Torres : Logan
- Aurora Bautista : femme à Danger City (sous le pseudo d’Aura Batis)
- Erika Blanc : femme à Danger City (sous le pseudo d’Arika Blank)
- Mila Stanić : femme à Danger City
- Giuseppe Addobbati : colonel Cook (sous le pseudo de John MacDouglas)
- Loris Loddi : l'enfant
- Susan Terry : femme à Danger City
- Mirella Pamphili : femme à Danger City (sous le pseudo de Mary Pomphili)
- Dasy Joakim : femme à Danger City
- Silvana Jachino : femme à Danger City (sous le pseudo de Vana Jorkj)
- Riccardo Pizzuti : Tom